# Croton meridensis
Espèce
Classification APG II (2003)
Croton meridensis est une espèce de plantes à fleurs du genre Croton et de la famille Euphorbiaceae présente de la Colombie à l'ouest du Venezuela.